# 금눈돔
금눈돔(金－, 영어: alfonsino 또는 red bream, longfinned beryx)은 금눈돔과에 속하며 학명은 Beryx decadactylas이다. 몸길이 약 40cm이고 몸은 타원형이며, 몸빛은 붉고, 배쪽은 은백색이다. 눈은 크고 황금빛으로 광택이 있다. 입은 비스듬하며 눈앞가시는 크고 강하다. 뒷지느러미는 완만한 활 모양을 이루고 있으며, 비늘은 거칠고 크다. 심해성 어족으로 300-400m 심해의 암초 사이에 산다.

## 참고 문헌
- 이 문서에는 다음커뮤니케이션(현 카카오)에서 GFDL 또는 CC-SA 라이선스로 배포한 글로벌 세계대백과사전의 내용을 기초로 작성된 글이 포함되어 있습니다.